# Mike Baldwin
Mike Baldwin (Pasadena, California, Estados Unidos, 18 de enero de 1955) es un expiloto de motociclismo estadounidense. Él era un contendiente top en el Campeonato del Mundo de Motociclismo y en el AMA Superbike durante los años 80.
Baldwin condujo al equipo americano a una victoria trastornada sobre el equipo británico favorecido cuando él era el anotador de los puntos más altos en las carreras transatlánticas del partido de 1979. Las Carreras Transatlánticas coincidieron con los mejores pilotos británicos contra los mejores corredores de América en motocicletas de 750cc en una serie de seis carreras en Inglaterra. Baldwin ganó cinco títulos de Fórmula 1 del AMA así como se convirtió en el primer piloto en ganar tres veces las 8 Horas de Suzuka.
Su mejor resultado en los campeonatos del mundo de 500cc fue un cuarto lugar en la temporada de 1986, mientras competía para el equipo Kenny Roberts-Yamaha. Baldwin parecía preparado para convertirse en uno de los mejores corredores estadounidenses, pero las lesiones redujeron su carrera. Él montó una Bimota en el Campeonato Mundial de Superbikes en 1989, consiguiendo un podio en Francia.
En 2001, fue introducido en el salón de la fama de la motocicleta del AMA.

## Resultados

### Resultados en las 8 Horas de Suzuka
| Año  | Equipo           | Copiloto     | Moto          | Pos. |
| ---- | ---------------- | ------------ | ------------- | ---- |
| 1986 | Honda America    | Fred Merkel  | Honda RS750R  | 1.º  |
| 1981 | Honda France     | David Aldana | Honda RS1000  | 1.º  |
| 1978 | Yoshimura Racing | Wes Cooley   | Suzuki GS1000 | 1.º  |

### Campeonato del Mundo de Motociclismo
Sistema de puntuación desde 1969 hasta 1987:
Sistema de puntuación desde 1969 hasta 1987:
| Posición | 1.º | 2.º | 3.º | 4.º | 5.º | 6.º | 7.º | 8.º | 9.º | 10.º |
| Puntos   | 15  | 12  | 10  | 8   | 6   | 5   | 4   | 3   | 2   | 1    |

Sistema de puntuación desde 1988 hasta 1991:
Sistema de puntuación desde 1988 hasta 1991:
| Posición | 1.º | 2.º | 3.º | 4.º | 5.º | 6.º | 7.º | 8.º | 9.º | 10.º | 11.º | 12.º | 13.º | 14.º | 15.º |
| Puntos   | 20  | 17  | 15  | 13  | 11  | 10  | 9   | 8   | 7   | 6    | 5    | 4    | 3    | 2    | 1    |

#### Carreras por año
(Carreras en Negrita indica pole position; Carreras en cursiva indica vuelta rápida)
| Año  | Clase | Equipo              | Moto   | 1       | 2        | 3       | 4       | 5       | 6     | 7       | 8      | 9      | 10     | 11     | 12     | 13      | 14     | 15    | Pts. | Pos. | Vic |
| ---- | ----- | ------------------- | ------ | ------- | -------- | ------- | ------- | ------- | ----- | ------- | ------ | ------ | ------ | ------ | ------ | ------- | ------ | ----- | ---- | ---- | --- |
| 1979 | 500cc | Zago-Suzuki         | RG500  | VEN -   | AUT 14   | GER 10  | NAT 5   | ESP 3   | YUG - | NED -   | BEL -  | SWE -  | FIN -  | GBR -  | FRA -  |         |        |       | 17   | 13.º | 0   |
| 1981 | 500cc | Suzuki              | RG500  | AUT -   | GER Ret- | NAT -   | FRA Ret | YUG Ret | NED - | BEL -   | RSM -  | GBR -  | FIN -  | SWE -  |        |         |        |       | 0    | -    | 0   |
| 1985 | 500cc | HRC-Honda           | NS500  | RSA 9   | ESP 7    | GER NC  | NAT 11  | AUT 7   | YUG - | NED Ret | BEL 11 | FRA 10 | GBR -  | SWE 7  | RSM 8  |         |        |       | 18   | 11.º | 0   |
| 1986 | 500cc | Kool Yamaha         | YZR500 | ESP 3   | NAT 3    | GER 3   | AUT 5   | YUG 5   | NED 3 | BEL Ret | FRA 4  | GBR 18 | SWE 3  | RSM 4  |        |         |        |       | 78   | 4.º  | 0   |
| 1987 | 500cc | Lucky Strike Yamaha | YZR500 | JPN Ret | ESP Ret  | GER DNS | NAT -   | AUT -   | YUG - | NED -   | FRA -  | GBR -  | SWE -  | CZE -  | RSM -  | POR Ret | BRA 10 | ARG 6 | 6    | 18.º | 0   |
| 1988 | 500cc | HRC-Honda           | NSR500 | JPN -   | USA 10   | ESP Ret | EXP -   | NAT -   | GER - | AUT -   | NED -  | BEL 20 | YUG 14 | FRA 13 | GBR 13 | SWE -   | CZE -  | BRA - | 14   | 19.º | 0   |